# Lucia Medzihradská
Lucia Medzihradská (* 14. listopadu 1968 Brezno) je bývalá slovenská lyžařka, sjezdařka. Žije v Austrálii.

## Lyžařská kariéra
Na XV. ZOH v Calgary 1988 reprezentovala Československo v alpském lyžování. Ve sjezdu skončila na 10. místě, v obřím slalomu na 20. místě ve slalomu na 13. místě a kombinaci na 6. místě. Na XVI. ZOH v Albertville 1992 skončila ve sjezdu na 16. místě, v super-G na 27. místě, v obřím slalomu na 20. místě, ve slalomu na 16. místě a v kombinaci na 8. místě. Na XVII. ZOH v Lillehammeru 1994 reprezentovala samostatné Slovensko, skončila ve sjezdu na 32. místě, v super-G na 33. místě, ve slalomu na 20. místě a v kombinaci na 13. místě. V celkovém hodnocení světového poháru skončila nejlépe na 43. místě v roce 1988. Je dvojnásobnou juniorskou mistrní světa.